# 마리사 델게도
마리사 델게도(Marissa Delgado, 1947년 1월 1일 ~ )는 필리핀의 배우, 희극 배우이다.

## 영화
- Machete Maidens Unleashed! (2010년)
- 마닐라 (2008년)
- 비키니 오픈 (2005년)
- 고독한 닌자 (1986년)
- 보나 (1980년)
- The Big Bird Cage (1972년)